# Kiss Jenő (testépítő)
Kiss Jenő (1972. február 10. –) magyar testépítő, a Testépítők Nemzetközi Szövetsége Mr. Universe-versenyének világbajnoka 1996-ban. Személyi edzőként dolgozik. A testépítést a bátyja miatt kezdte el, aki szintén járt súlyzós edzésekre.

## Amatőr pályafutása
| Év   | Verseny                                                 | Helyezés                    |
| ---- | ------------------------------------------------------- | --------------------------- |
| 1989 | Junior Magyar Bajnokság                                 | 1 (90 kg)                   |
| 1990 | Junior Magyar Bajnokság                                 | 1 (90 kg)                   |
|      | Magyar Bajnokság                                        | 1 (90 kg)                   |
|      | Index cup                                               | 1                           |
| 1991 | Erlangen Cup                                            | 1 (+80 kg, abszolút junior) |
|      | Magyar Bajnokság                                        | 1 (abszolút bajnok)         |
|      | Junior világbajnokság                                   | 4 (90 kg)                   |
|      | Budapest Bajnokság                                      | 1 (+90 kg)                  |
| 1992 | Erlangen Cup                                            | 1 (+80 kg, abszolút junior) |
|      | Junior Magyar Bajnokság                                 | 1 (abszolút)                |
|      | Junior Magyar Bajnokság                                 | 2                           |
| 1993 | Budapest Bajnokság                                      | 1 (+90 kg)                  |
| 1995 | Budapest Bajnokság                                      | 1 (+90 kg)                  |
|      | Erfurt Cup                                              | 1                           |
|      | IFBB Amatőr Világbajnokság (korábban IFBB Mr. Universe) | 2 (+90 kg)                  |
|      | Junior Magyar Bajnokság                                 | 1                           |
| 1996 | IFBB Amatőr Világbajnokság (korábban IFBB Mr. Universe) | 1 (abszolút)                |
|      | Erfurt Cup                                              | 1st (+90 kg, abszolút)      |